# Françoise-Marie de Bourbon
 (juillet 2025).
Si vous disposez d'ouvrages ou d'articles de référence ou si vous connaissez des sites web de qualité traitant du thème abordé ici, merci de compléter l'article en donnant les références utiles à sa vérifiabilité et en les liant à la section « Notes et références ».
Titre
Duchesse d’Orléans
9 juin 1701 – 2 décembre 1723
(22 ans, 5 mois et 23 jours)
Signature
Françoise-Marie de Bourbon, dite la Seconde Mademoiselle de Blois, est née à Maintenon le 2 mai 1677 et est morte à Paris le 1er février 1749. Fille légitimée du roi Louis XIV et de sa maîtresse en titre Madame de Montespan, elle est par union avec Philippe d'Orléans, duchesse de Chartres puis duchesse d'Orléans. Durant la minorité du roi Louis XV, son époux fut désigné comme régent de France. Femme orgueilleuse et fière, elle arrange de prestigieux mariages pour ses huit enfants. 

## Biographie

### Enfance
Françoise-Marie de Bourbon est née au château de Maintenon le 2 mai 1677. Née de l'union du roi Louis XIV et de sa maîtresse Madame de Montespan, elle est ainsi légitimée par lettres patentes en 1681. Sa mère étant une femme mariée de la cour, le nom de cette dernière ne fut pas mentionné. En ce temps, la marquise connait la disgrâce, notamment suite à l'Affaire des poisons. Suite à une première séparation obtenue par l'aumônier de la cour, puis une réconciliation, dont Françoise-Marie et le comte de Toulouse furent les fruits, la disgrâce fut alors signifiée. La légitimation de leurs deux enfants peut être ainsi vue comme un cadeau de rupture du roi. 
Ce dernier octroya à sa fille le titre de « Mademoiselle de Blois », porté auparavant par Marie-Anne de Bourbon, une fille qu'il eut avec Louise de La Vallière. La jeune fille n'était pas aimée par sa mère la marquise de Montespan qui, alors célèbre par sa beauté, lui en voulait d'être laide. Elle était très fière de son ascendance royale et de ses liens avec la maison de Bourbon. Plus tard, on plaisantait à propos de sa fierté en disant qu'elle « se souviendrait qu'elle était une fille de France, même sur sa chaise percée ». Le marquis d'Argenson disait qu'elle ressemblait à mère sur le plan physique et qu'elle avait hérité de l'esprit ordonné et la dureté de son père. 

### Mariage
Dans une volonté d'abaisser les grands du royaume, Louis XIV donna à sa fille pour époux son neveu Philippe d'Orléans, duc de Chartres. La cérémonie fut célébrée en la chapelle royale du château de Versailles le 18 février 1692. Après la cérémonie, un banquet fut offert dans la galerie des Glaces en présence des princes du sang. Il se trouvait parmi les invités le roi Jacques II et son épouse Marie de Modène, alors en exil. Cette dernière eut même l'insigne honneur de pouvoir donner à la duchesse son linge de lit. La princesse palatine, la mère du duc, considérait cet union comme étant une mésalliance, giflant son fils devant la cour en apprenant la nouvelle. 
Mère de la jeune duchesse, Madame de Montespan ne fut même pas présente lors du mariage. Le roi attribua à sa fille une dot énorme de deux millions de livres, mais qui ne suffit pas à vaincre les prétentions du côté des Orléans. Pour convaincre son frère, « Monsieur », d'accepter ce mariage, le roi lui offrit pleinement le Palais-Royal et chargea le marquis d'Effiat, amant de ce dernier, d'user de son influence. En tant qu'épouse d'un petit-fils de France, Françoise-Marie bénéficia du prédicat d'Altesse Royale. Les jeunes mariés purent ainsi souvent dîner en la compagnie du roi ainsi qu'être assis en sa présence, un droit offert par le privilège du tabouret de grâce. 
En tant que duchesse de Chartres, Françoise-Marie devenait la deuxième, puis plus tard la troisième dame du royaume en 1697 après l'arrivée de la jeune duchesse de Bourgogne, épouse du duc de Bourgogne. Le mariage du duc et de la duchesse de Chartres ne fut pas heureux. Lors de l'annonce de ses fiançailles, Françoise-Marie disait alors avec cynisme : « Peu m'importe qu’il m'aime, pourvu qu'il m’épouse ! ». Quant au promis, il ne tarda pas à surnommer son épouse « Madame Lucifer ». 

### Descendance

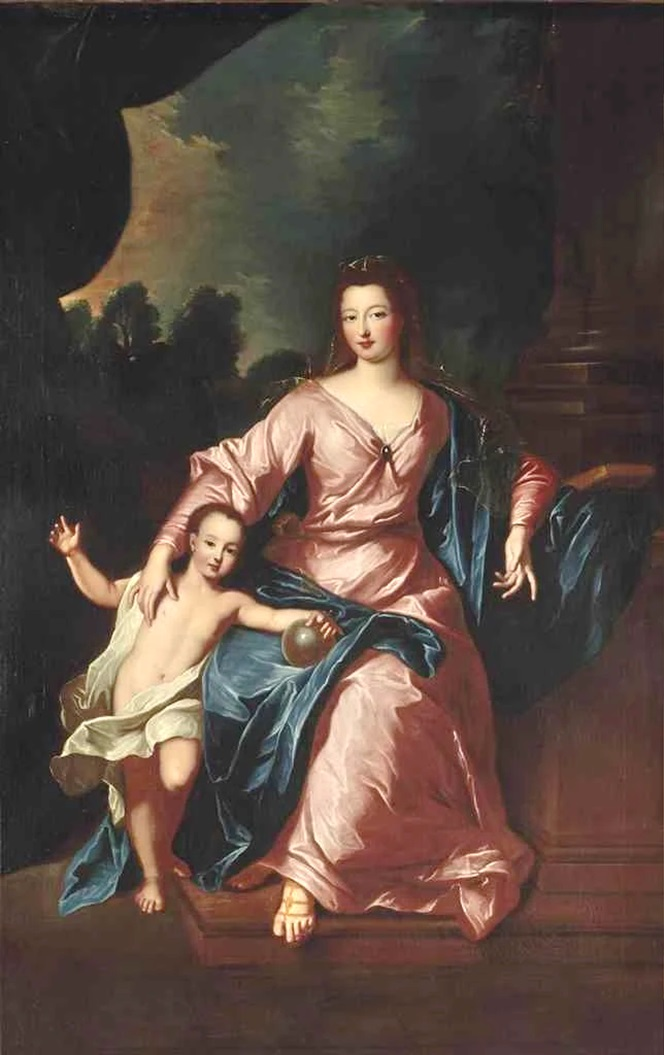
Portrait de Madame Françoise-Marie de Bourbon avec son fils par Pierre Gobert, XVIIIe siècle.

Néanmoins, le duc et la duchesse eurent huit enfants au cours de leur mariage :
1. Fille non-identifiée, Mademoiselle de Valois (17 décembre 1693 - 17 octobre 1694) ;
2. Marie-Louise-Élisabeth d'Orléans, duchesse de Berry, épouse de Charles de France ;
3. Adélaïde d'Orléans, Mademoiselle d'Orléans, future abbesse de Chelles ;
4. Charlotte-Aglaé d'Orléans, Mademoiselle de Valois, épouse François III de Modène ;
5. Louis d'Orléans, futur duc d'Orléans, surnommé « le Pieux » ;
6. Louise-Élisabeth d'Orléans, Mademoiselle de Montpensier, future épouse de Louis Ier;
7. Philippine-Élisabeth d'Orléans, Mademoiselle de Beaujolais ;
8. Louise-Diane d'Orléans, Mademoiselle de Chartres, future épouse de Louis-François de Bourbon-Conti.

Le duc trompait régulièrement son épouse mais celle-ci, imbue de sa naissance royale, n'était pas très ennuyée par cela et ne ne souciait pas plus de ses enfants. Elle cherchait absolument à compenser le « vice » de sa naissance en traitant son entourage avec hauteur, y compris sa belle-sœur, la duchesse Élisabeth-Charlotte d'Orléans, qu'elle voulait traiter « en servante ».

### À la cour de France
La mort de Monsieur, survenue le 9 juin 1701, permet à Françoise-Marie de devenir duchesse d'Orléans et d'ainsi se hisser au rang de seconde dame de la cour, juste après la duchesse de Bourgogne. Le duc de Saint-Simon nous livre dans ses Mémoires un portrait plutôt précis : 

« Madame la Duchesse d’Orléans était grande et de tous points majestueuse; le teint, la gorge, les bras admirables, les yeux aussi ; la bouche assez bien avec de belles dents, un peu longues; des joues trop larges et trop pendantes qui la gâtaient , mais qui n’empêchaient pas la beauté. [...] Elle avait un parler gras si lent, si embarrassé, si difficile aux oreilles qui n’y étaient pas fort accoutumées, que ce défaut, qu’elle ne paraissait pourtant pas trouver tel, déparait extrêmement ce qu’elle disait. »

De plus, sa belle-mère la princesse palatine, nous raconte dans une lettre de l'année 1693 : 

« Ma belle fille est une désagréable et méchante créature ; [...] son arrogance et sa mauvaise humeur sont insupportables, et sa figure est parfaitement déplaisante. Elle ressemble à un cul comme deux gouttes d'eau : elle est toute bistournée ; avec cela une affreuse prononciation comme si elle avait toujours la bouche pleine de bouillie, et une tête qui branle sans cesse. »

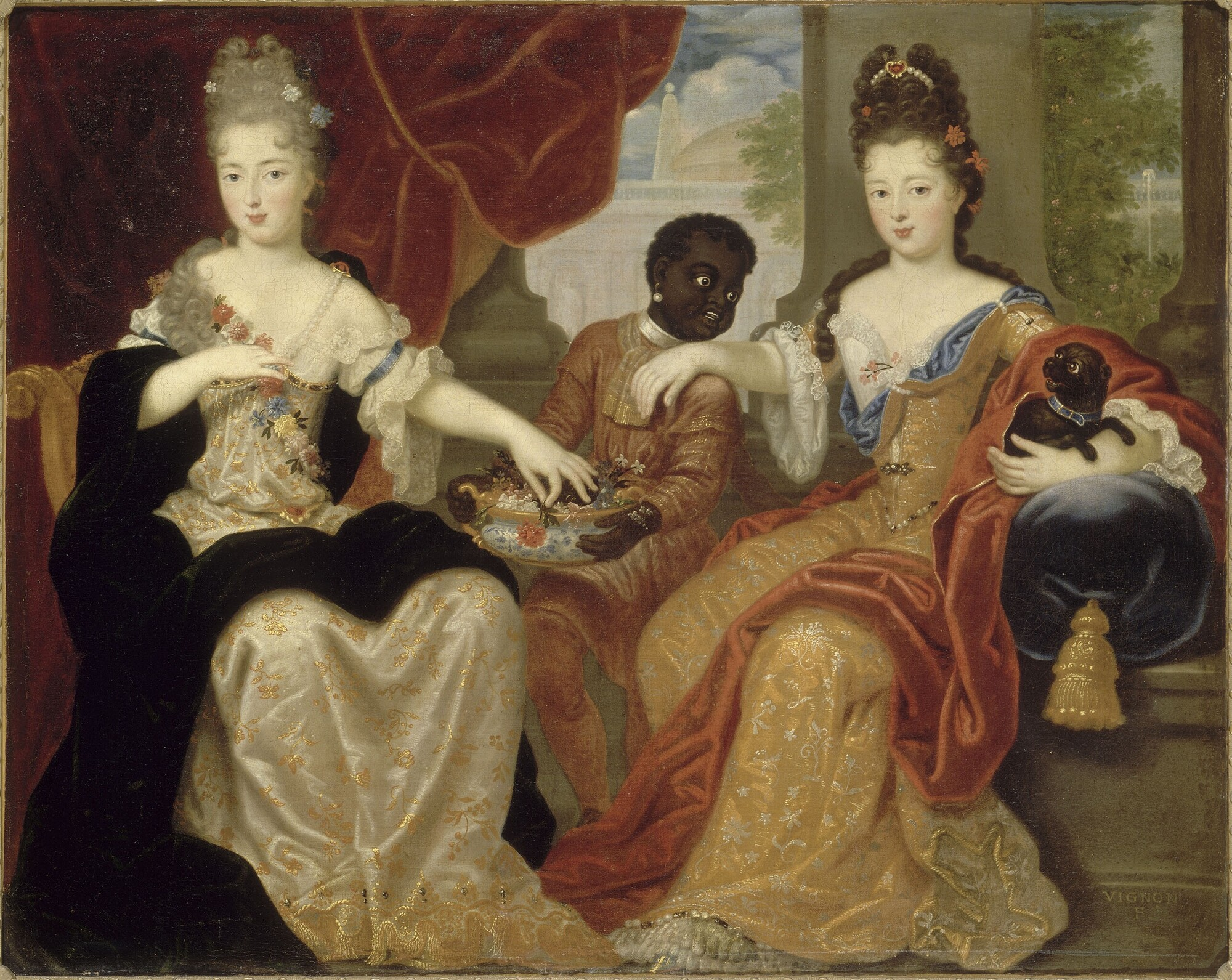
Mademoiselle de Blois et Mademoiselle de Nantes. Peinture de Philippe Vignon, réalisée vers 1690, représentant Françoise-Marie et sa sœur Louise-Françoise, servies par leur esclave noir, porteur comme le chien du collier de servitude.

Auprès de ses contemporains, et dans l'Histoire, elle passe pour une femme très orgueilleuse, dolente et paresseuse, étendue dans son canapé entourée de dames de compagnie laides et dociles ne pouvant faire ombrage à la duchesse ou devenir une potentielle maîtresse pour son époux. Cette image d'une femme hautaine et orgueilleuse dépeinte par ses contemporains ne permet pas de reconnaître la mécène et la bienfaitrice de tant d'œuvres qu'elle était aussi. La duchesse ne s'intéressa que très peu à la politique, néanmoins, elle tenta d'instaurer un ordre nouveau auprès de son père et de son époux, celui « d'arrière-petit-fils de France ». L'objectif étant de faire jouir ses enfants de cette distinction et pouvoir éclipser les princes du sang. 

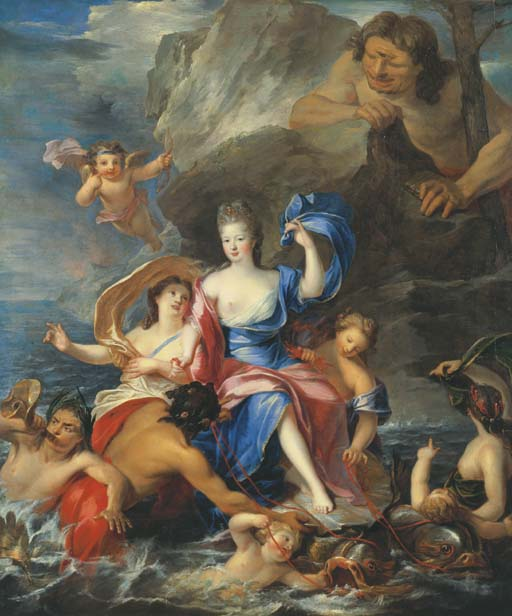
Portrait de Mademoiselle de Blois en Galatée triomphante par Pierre Gobert, 1692.

Elle-même se serait vue s'élever au rang de fille de France. Cette entreprise ne vit jamais jour car ni son père ni son époux n'y furent favorables, en raison de la protestation des princes. En ce qui concerne sa famille, sa sœur aînée la duchesse de Bourbon et elle se jalousaient. Elles se querellèrent en 1710 à propos du mariage du duc de Berry, fils du « Grand Dauphin ». Les deux femmes avaient des filles à marier, mais la duchesse d'Orléans sut mettre dans son jeux la duchesse de Bourgogne et Madame de Maintenon, épouse morganatique du roi, de sorte à ce que le duc de Berry épousa finalement Marie-Louise-Élisabeth d'Orléans, qui en profita afin de mener une vie de débauchée, n'épargnant ainsi aucune humiliation publique à sa mère.
Les autres filles de la duchesse n'avaient pas de réelle affection pour cette mère qui les avait toujours traitées avec une grande indifférence. Charlotte-Aglaé d'Orléans devint la maîtresse du duc de Richelieu, si bien que pour éviter tout scandale on la fit épouser rapidement le duc de Modène. Il en sera de même pour ses autres filles, mal élevées et désagréables. En 1721, elle eut ainsi la joie de fiancer Louise-Élisabeth d'Orléans au prince des Asturies et Philippine-Élisabeth d'Orléans à l'infant d'Espagne, le futur Charles III, hélas sans obtenir le mariage.

### La Régence
À la mort du roi Louis XIV, survenue le 1er septembre 1715, Philippe d'Orléans devient régent de France pendant la minorité du jeune Louis XV. Veuve à dix-neuf ans, la duchesse de Berry affirme ses prétentions à être première dame du royaume, devant sa mère. Elle se fait attribuer le palais du Luxembourg où elle tient son cercle et se livre à de scandaleuses orgies. La santé délabrée par ses excès de bouche, ses nombreuses coucheries ainsi qu'une longue série de grossesses clandestines, elle meurt le 21 juillet 1719. Sa mère devient ainsi, jusqu'en 1725, enfin première dame du royaume. Lors de la conspiration de Cellamare, fameux complot qui visait à l'éviction du duc d'Orléans au profit de Louis-Auguste de Bourbon, prince de Dombes, elle apporte manifestement son soutien à ce dernier, son frère aîné, mais sans participer activement. 

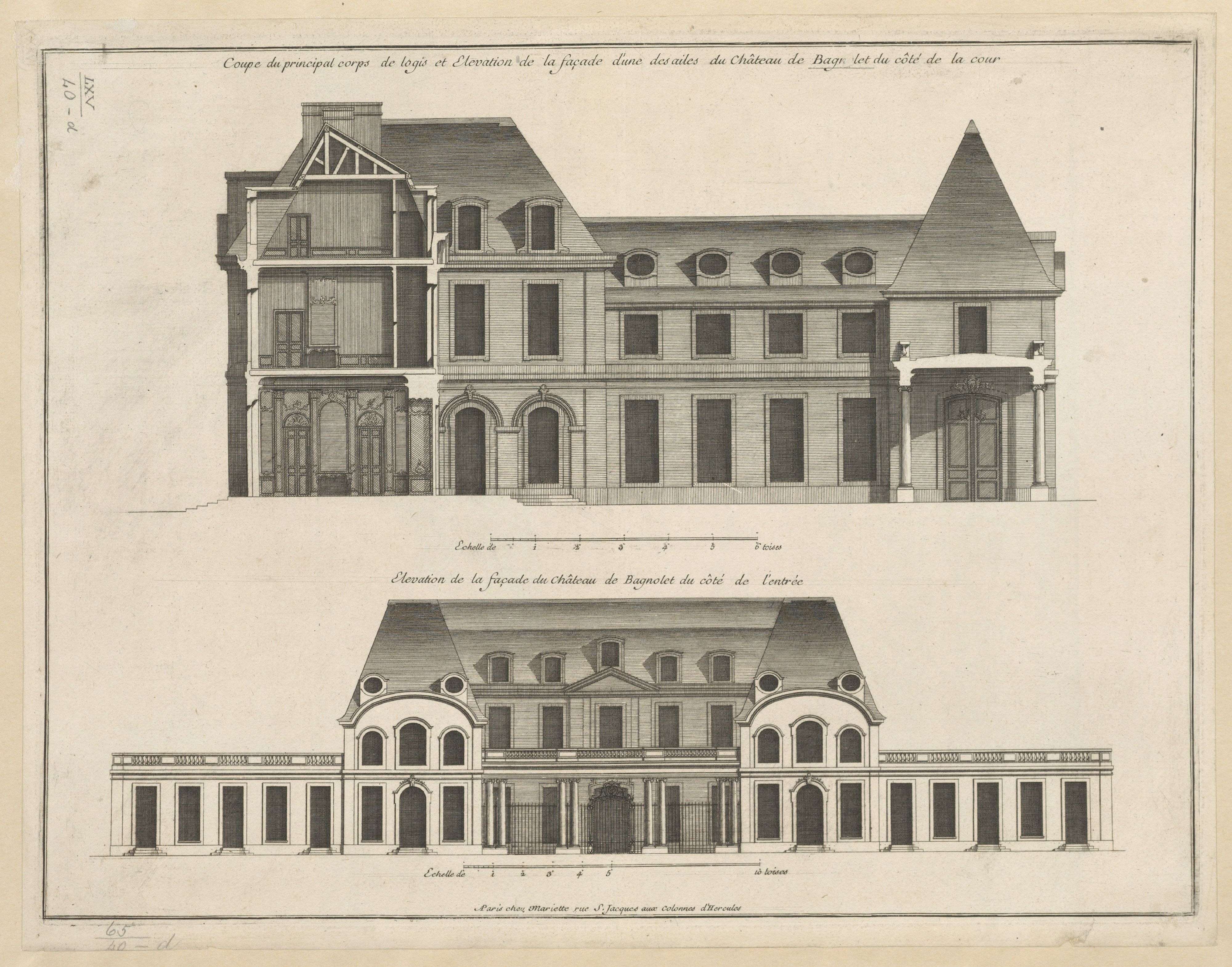
Élévations et coupe du château de Bagnolet par graveur anonyme, entre 1719 et 1742.

La duchesse d'Orléans continua à maintenir son train de vie jugé paresseux. Néanmoins, étant désormais l'épouse du régent, elle acheta de nombreuses résidences. En effet, cette dernière possédait un appartement à l'abbaye de Montmartre qu'elle garda jusqu'en 1718, car dégoûtée par sa vue où « elle ne voyoit que des toits, des minuties des religieuses pour des clefs et des passages ». Elle acheta le château de Bagnolet en 1719 et en fit un lieu immense et délicieux. C'est en ce lieu qu'elle passait le plus clair de son temps lorsqu'elle n'était pas au château de Saint-Cloud, ancienne résidence de feu son beau-père, ou au Palais-Royal. Le Régent s'éteint le 2 décembre 1723 au château de Versailles. Françoise-Louise devint duchesse douairière.

### Décès
Françoise-Marie de Bourbon meurt le 1er février 1749 au Palais-Royal. Elle sera inhumée dans la chapelle du couvent de la Madeleine de Traisnel, conformément à ses dernières volontés. Elle meurt âgée de soixante-et-onze ans des suites d'une longue maladie. Son cœur sera transporté en l'abbaye du Val-de-Grâce. Elle était la dernière enfant ayant survécu à son père, le roi Louis XIV. Sa fille Charlotte-Aglaé d'Orléans et son fils Louis d'Orléans, duc d'Orléans, sont les seuls à lui survivre.
L'avocat Edmond Jean François Barbier a relaté les obsèques de la duchesse d'Orléans dans son journal :

« Madame la Duchesse d'Orléans, comme Altesse Royale, devait être enterrée à la basilique Saint-Denis, mais elle a demandé par son testament à être enterrée au Couvent de la Madeleine de Traisnel, faubourg Saint-Antoine, où elle avait un appartement, et où Mademoiselle d'Orléans, abbesse de Chelles, sa fille, a été enterrée ; et beaucoup de simplicité dans sa pompe funèbre ; cela a été exécuté.
À peine l'a-t-on vue pour le public dans son lit de parade. Les cours souveraines n'ont point été lui jeter de l'eau bénite. Point de tenture dans les cours du Palais-Royal, et jeudi 6, sur les cinq heures du soir, on l'a portée à la Madeleine de Trésnel.
Le cortège était simple : point de pauvres, une centaine de domestiques avec des flambeaux, ses gardes, ses Suisses, pages et gentilshommes, ses officiers à cheval, son corps dans un carrosse de deuil, deux autres : carrosses noirs pour les prêtres et ses premiers officiers, deux autres carrosses ordinaires pour ses femmes, et même ni son fils, le duc d'Orléans, ni son petit-fils, le duc de Chartres, le prince de Conti, son gendre, le duc de Penthièvre, son petit-gendre, aucuns princes ne suivaient en carrosse le convoi. À neuf heures du soir son cœur a été porté au Val-de Grâce. »